# كريستيان غريغوروف
كريستيان غريغوروف (بالبلغارية: Кристиян Григоров)‏ هو لاعب كرة قدم بلغاري في مركز قلب الدفاع، ولد في 27 أكتوبر 1990 في بلفن في بلغاريا. لعب مع بوتيف فراتسا.

## وصلات خارجية
- كريستيان غريغوروف على موقع قاعدة بيانات كرة القدم.إي يو (الإنجليزية)
- كريستيان غريغوروف على موقع Soccerway.com (الإنجليزية)
- كريستيان غريغوروف على موقع AS.com (الإسبانية)